# Grewia lavanalensis
Grewia lavanalensis är en malvaväxtart som beskrevs av Henri Ernest Baillon. Grewia lavanalensis ingår i släktet Grewia och familjen malvaväxter. Inga underarter finns listade i Catalogue of Life.